# O-21-Klasse
Die O-21-Klasse war eine U-Boot-Schiffsklasse der niederländischen Marine im Zweiten Weltkrieg. Die Boote der Klasse waren ursprünglich als K-Klasse wegen ihrer großen Reichweite für den Einsatz in den
niederländischen Kolonien vorgesehen, dann aber als O-Klasse in Dienst gestellt worden.
Es wurden sieben Boote auf Kiel gelegt, vier, später fünf wurden für die Königlich Niederländische Marine in Dienst gestellt (O 21, O 22, O 23, O 24, O 27 (ab 1945))
und drei für die Kriegsmarine (O 25 als UD 3, O 26 als UD 4, O 27 als UD 5).

## Geschichte
Bei der deutschen Invasion der Niederlande waren die Boote noch unvollendet. Die vier Boote (O 21, O 22, O 23 und O 24) konnten nach England fliehen und wurden dort fertiggestellt. Anschließend wurden sie auf Seite der Alliierten in der Nordsee und in den niederländischen Kolonien eingesetzt.
Da keine Schlepper mehr verfügbar waren, konnten drei Boote (O 25, O 26 und O 27) nicht nach England überführt werden. Sie wurden von den Deutschen fertiggestellt und eingesetzt. O 25 und O 26 wurden bei Kriegsende während der Operation Regenbogen selbstversenkt. O 27 sollte eigentlich bei der Operation Deadlight versenkt werden, als man aber feststellte, dass es sich um ein niederländisches Boot handelte, wurde es an die niederländische Marine zurückgegeben und dort in Dienst gestellt.

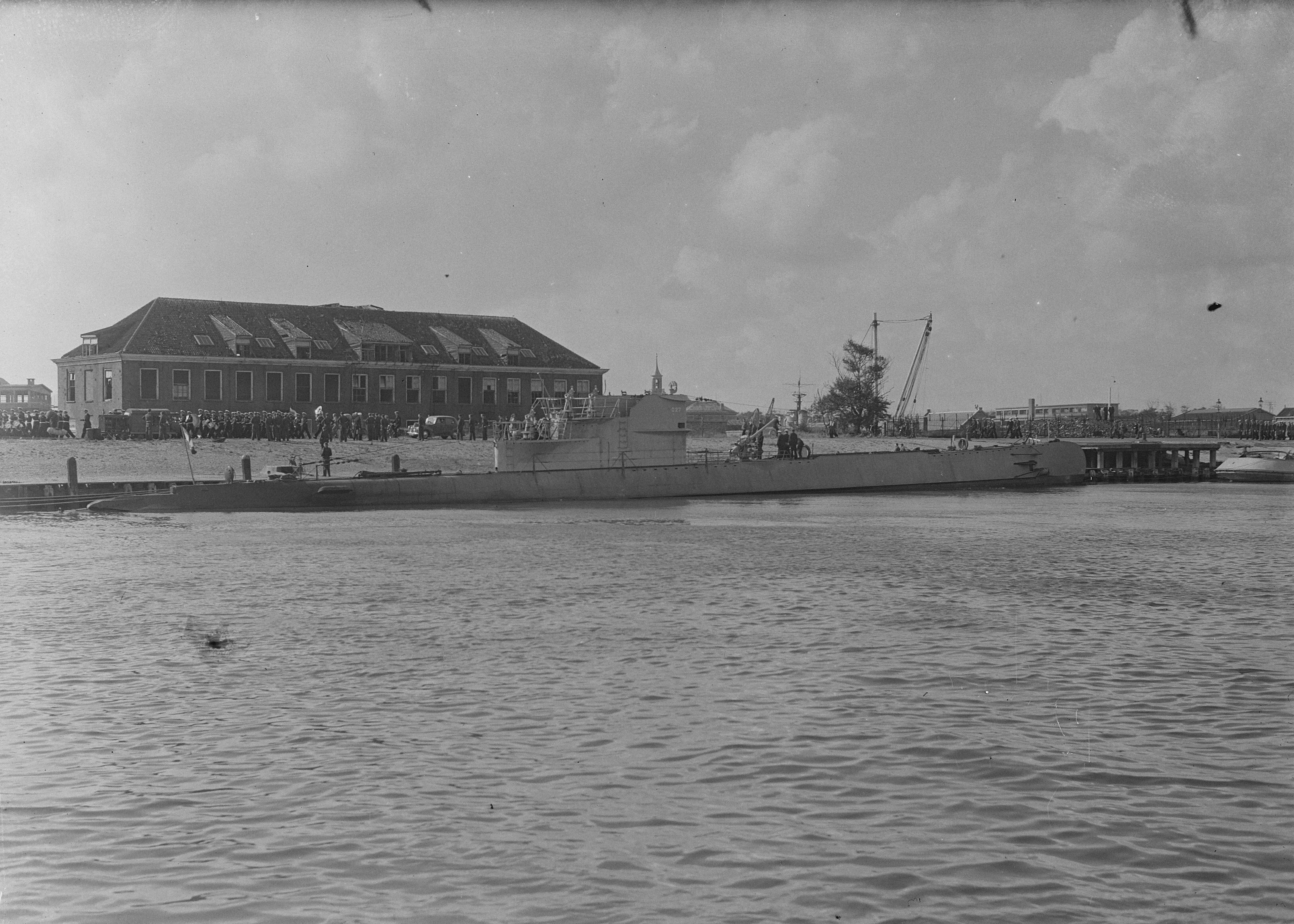
O 27 1949 in Den Helder

## Technische Daten
- Verdrängung: Überwasser 990 Tonnen, Getaucht 1.205 Tonnen
- Länge: Gesamt 77,7 m
- Breite: Gesamt 6,8 m
- Höhe: 9,20 m
- Tiefgang: 3,95 m
- Antrieb: Überwasser 5.000 PS, Getaucht 2.000 PS
- Geschwindigkeit: Überwasser 19,5 kn, Getaucht 9,0 kn
- Reichweite: Überwasser 10.000 sm bei 12 kn, Getaucht 28 sm bei 8,5 kn
- Torpedorohre: 8 (4 Bug, 2 schwenkbare an Deck, 2 Heck)
- Torpedos: 14
- Geschütze: 1 × 8,8-cm-L/45-Deckskanone, 2 × 40-mm-Flak, 1 × 12-mm-Maschinengewehr
- Tauchtiefe: 120 m (maximale Tauchtiefe)
- Besatzung: 4 Offiziere und 35 Mann

## Boote der Klasse

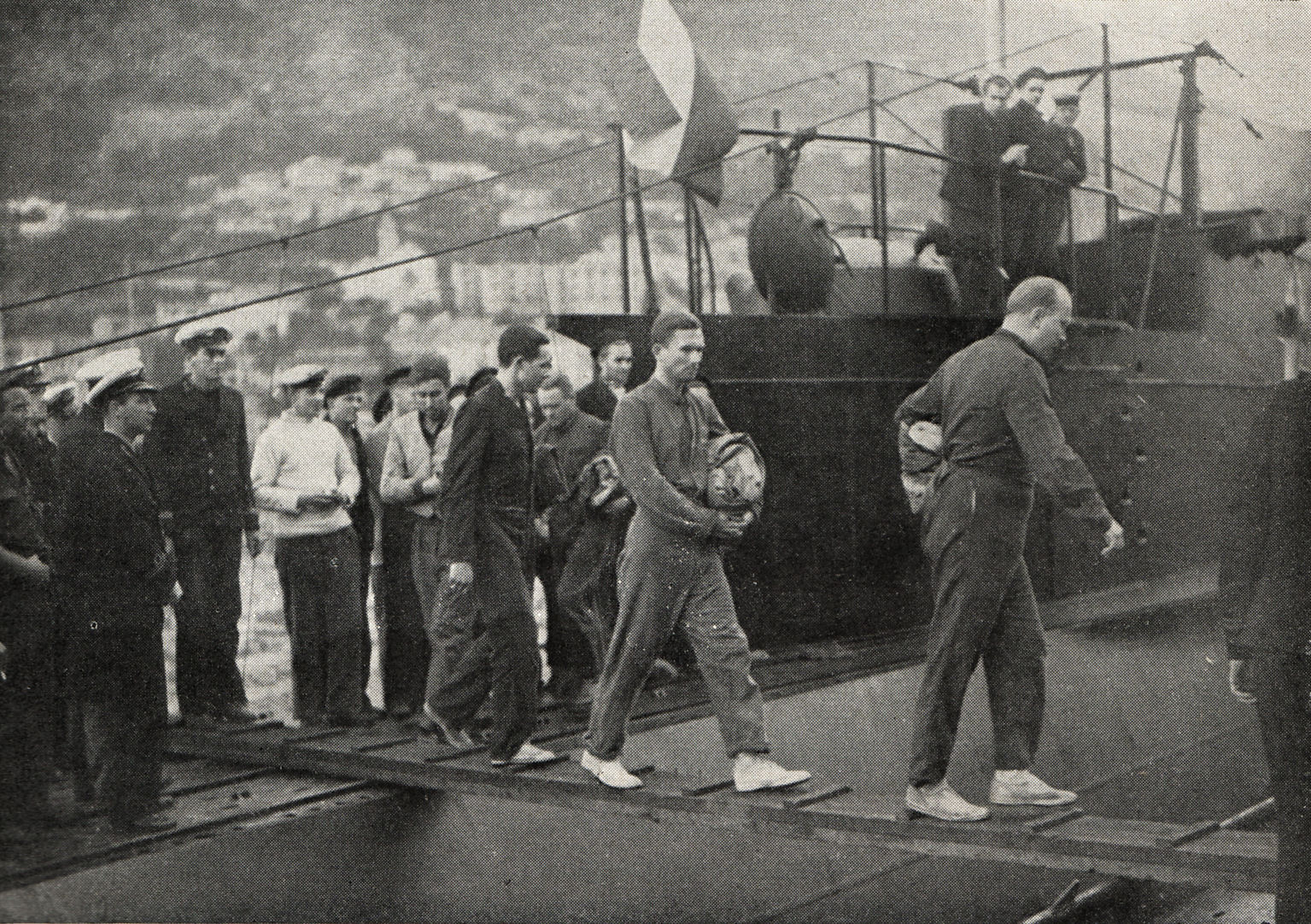
O 21 liefert Gefangene von U 95 in Gibraltar ab.

| Name                    | Bauwerft                   | Kiellegung        | Stapellauf        | Indienststellung                                    | Verbleib                         |
| ----------------------- | -------------------------- | ----------------- | ----------------- | --------------------------------------------------- | -------------------------------- |
| O 21                    | KMS, Vlissingen            | 20. November 1937 | 20. Oktober 1939  | 10. Mai 1940                                        | 2. November 1957 (verschrottet)  |
| O 22                    | KMS, Vlissingen            | 20. November 1937 | 20. Januar 1940   | 10. Mai 1940                                        | 8. November 1940 (versenkt)      |
| O 23                    | RDM, Rotterdam             | 12. Oktober 1937  | 5. Dezember 1939  | 13. Mai 1940                                        | 1. Dezember 1948 (verschrottet)  |
| O 24                    | RDM, Rotterdam             | 12. November 1937 | 18. März 1940     | 13. Mai 1940                                        | 22. Februar 1954 (verschrottet)  |
| O 25 als UD 3 in Dienst | Wilton-Fijenoord, Schiedam | 10. April 1939    | 1. Mai 1940       | 8. Juni 1941                                        | 3. Mai 1945 (selbstversenkt)     |
| O 26 als UD 4 in Dienst | RDM, Rotterdam             | 20. April 1939    | 23. November 1940 | 28. Januar 1941                                     | 3. Mai 1945 (selbstversenkt)     |
| O 27 als UD 5 in Dienst | RDM, Rotterdam             | 3. August 1939    | 23. November 1941 | 30. Januar 1942, 13. Juli 1945 an die niedl. Marine | 14. November 1959 (verschrottet) |